# Vladimir Potanin
Vladimir Olegovič Potanin (* 3. ledna 1961, Moskva) je ruský podnikatel. Zbohatl během postsovětské privatizace, když získal významný podíl v metalurgické společnosti Nornikel, která je největším světovým výrobcem palladia a rafinovaného niklu. Drží v ní zhruba třetinový podíl.
K březnu 2022 byl nejbohatším mužem Ruska, jeho jmění činilo 22,5 miliard dolarů (516 miliard korun).

## Život
Potanin se narodil do bohaté komunistické rodiny diplomata a lékařky. Od mládí byl členem Komunistické strany Sovětského svazu. Vystudoval mezinárodní vztahy a poté začal pracovat na sovětském ministerstvu pro zahraniční obchod.
Řídil program „půjčky za akcie“, v jehož rámci bohatí podnikatelé a banky v 90. letech půjčovali peníze ruské vládě výměnou za podíl v přírodních zdrojích. Jelikož vláda pak tyto půjčky často nezvládla splácet, mnoho společností těžících přírodní zdroje přešlo do majetku soukromých podnikatelů. Díky tomu Potanin ovládl Nornikel a pomohl k bohatství dalším ruským oligarchům, např. Romanu Abramovičovi, který je spolumajitelem Nornikelu.
Od 90. let byl jeho obchodním partnerem Michail Prochorov. Založili Mezinárodní finanční společnost (International Company for Finance & Investments) a banku Onexim, která se stala největší soukromou bankou v Rusku.
Patřil do „Velké sedmičky“, skupiny sedmi bankéřů zvané Semibankirščina, která svého času kontrolovala 50 až 70 % ruských finančních toků. Tato skupina se v roce 1996 zasadila o znovuzvolení Borise Jelcina ruským prezidentem. Potanin se poté na půl roku stal prvním vicepremiérem pro otázky energie a ekonomiky.

### Ruská invaze na Ukrajinu
V důsledku ruské invaze na Ukrajinu ztratil čtvrtinu svého majetku. Zhoršil se také jeho vztah s prezidentem Vladimirem Putinem.
Kriticky se vyjádřil k záměru konfiskovat v Rusku majetky firem, které z něj kvůli válce na Ukrajině odešly. Pokud se tak stane, zničí to podle Potanina důvěru investorů a Rusko vrátí do časů bolševické revoluce v roce 1917.
Na přelomu dubna a května 2022 Potanin převzal 35% podíl ve společnosti TCS Group, která vlastní druhou největší ruskou banku Tinkoff Bank. Tu vybudoval ruský podnikatel Oleg Tiňkov, který ostře odsoudil ruskou válku na Ukrajině. V důsledku kritických slov se Tiňkov dostal pod tvrdý nátlak ze strany ruské administrativy, která bance pohrozila, že pokud se od něj neodstřihne, nechá ji znárodnit. Pak proběhl vynucený odprodej bez možnosti jednat o ceně. Tiňkov tvrdí, že svůj podíl (v odhadované hodnotě 225 mil. dolarů) prodal za tři procenta tržní hodnoty. „Prodal jsem to za kopějky,“ uvedl Tiňkov.